# 段级位制
段级位制是源於日本並廣泛使用的一种等级划分系统名稱，由古代围棋手本因坊道策所创，在江户时代的围棋学校启用，后来被引进到其他各項项目，其他国家也有使用。
段级位制在武术项目和传统文化傳承项目如围棋、将棋、连珠、花道、茶道等都被广泛采用。现代武道拥有段位者通常会繫上黑带，但居合道、剑道、杖道等项目并没有特别标记识别段位所有者。跆拳道也有用色帶表示段位。
許多線上遊戲，包括極速領域、傳說對決與爆爆王等等，也都設有段位。

## 各种领域中的段位

### 围棋
- 中国和韩国业余段位由1段起，最高7段，日本最高则有8段。职业段位最低初段，最高九段。